# N of M?
N of M? is een detectiveverhaal van Agatha Christie. Het boek verscheen oorspronkelijk in de Verenigde Staten in 1940 onder de titel N or M en werd uitgegeven door Dodd, Mead and Company Later dat jaar bracht Collins Crime Club het boek uit in het Verenigd Koninkrijk. In 1950 werd het boek naar het Nederlands vertaald; wordt sindsdien uitgegeven door Luitingh-Sijthoff.

## Verhaal
Tommy en Tuppence, die al jaren werken voor de Engelse Secret Intelligence Service, voelen zich aan de kant geschoven. Nu Wereldoorlog II is uitgebroken wil Tommy op eigen initiatief undercover gaan. Tuppence's hulp wordt niet gevraagd, maar zij achterhaalt via opsporingswerk waar Tommy is en reist hem achterna.
Ze starten een zoektocht naar een Duitse vijfde colonne. Een andere Britse geheimagent was deze op het spoor en liet op zijn sterfbed een cryptisch bericht achter "N or M. Song Susie". "Song Susie" staat voor "Sans Souci", een hotel in Leahampton. "N" en "M" staan voor twee Duitse spionnen. Tommy gaat naar het hotel om de identiteit van deze twee personen uit te zoeken.
N is een Duits spion. Hij tracht Tommy op het einde van het verhaal te vermoorden, maar de Britse Intelligence Service kan hem uitschakelen. M is de vrouwelijke handlanger van N.

## Onderzoek door MI5
MI5 startte na uitgifte van het boek een onderzoek om uit te zoeken of Christie geen spion was.
In haar boek is majoor Bletchley goed bevriend met Tommy en Tuppence en geeft hij hen waardevolle informatie. Bletchley vermeldt dat hij op de hoogte is wat de Britse inlichtingsdiensten van plan zijn om de vijand te verslaan.
MI5 had in werkelijkheid in Bletchley Park een eenheid codekrakers zitten waaronder Dilly Knox die de Enigma-code had gekraakt. Daarbij kwam dat Chistie met hem bevriend was. MI5 wou weten hoe Christie aan de naam "Bletchley" was geraakt en of zij op de hoogte was wat er daar gebeurde. Omdat MI5 geen media-aandacht wou, schakelden ze de hulp in van Knox. Hij nodigde Christie uit op een feestje en stelde haar onrechtstreeks vragen. Volgens Knox en enkele getuigen werd de vraag gesteld waar de naam "majoor Bletchley" van komt. Christie antwoordde dat ze op zoek was naar een naam voor haar personage. Tijdens een treinrit tussen Oxford en Londen was er in Bletchley oponthoud en is ze toen op de naam gekomen.